# Аббас Хваджа Ахмед
Абба́с Хваджа́ Ахме́д (7 червня 1914 — 1 червня 1987) — індійський письменник, сценарист, кінорежисер і громадський діяч. Писав на урду і англійській мові. Ахмед — автор фейлетонів, критичних статей, дилогією романів «Завтра належить нам (1945)», «Син Індії», «Кривавий шлях» (1980).

## Кінодіяльність
Роботу в кіно розпочав у 1946 році. Автор кіносценаріїв:
- «Місто в долині» (1946),
- «Бродяга» (1951),
- «Пан 420» (1955) та ін.

Спільно з режисером В. Проніним здійснив постановку кінофільму «Ходіння за три моря» (1958) — сценарій Аббаса і М. Смирнової. Аббас — один з організаторів «Асоціації індійських народних театрів» (1941). Член Всесвітньої Ради Миру із 1958.